# And Your Bird Can Sing
Az And Your Bird Can Sing a  a The Beatles dala az 1966-os Revolver albumról. John Lennon írta, és Lennon–McCartney szerzemény. 
A dal eredeti munkacíme You Don't Get Me volt. Cynthia Powell szerint Lennon ötlete a dalhoz egy neki adott éneklő madárdísz adta, amit fintorogva fogadott és megijedt tőle. Más információk szerint az angol és amerikai szlengben a "madár" egy nőre utal (aki a The Rolling Stones egyik tagjának, Mick Jaggernek az akkori felesége, Marianne Faithfull lenne). Szerzője később töltelékdalnak minősítette ezen szerzeményét.
A dalt eredetileg 1966. április 20-án kezdték el rögzíteni, de végül John Lennon és Paul McCartney röhögőgörcsöt kaptak és így a felvételt szünetelték. (Ez a változat hallható az Anthology 2 albumon) Majd 26-án újra felvették a dalt.

## Közreműködött
Ian MacDonald állítása szerint:

### The Beatles
- John Lennon – ének, ritmusgitár, taps
- Paul McCartney – vokál, basszusgitár, taps
- George Harrison – vokál, szólógitár, taps
- Ringo Starr – dob, csörgődob, taps

## Fordítás
Ez a szócikk részben vagy egészben  az   And Your Bird Can Sing című angol Wikipédia-szócikk fordításán alapul.  Az eredeti cikk szerkesztőit annak laptörténete sorolja fel. Ez a jelzés csupán a megfogalmazás eredetét és a szerzői jogokat jelzi, nem szolgál a cikkben szereplő információk forrásmegjelöléseként.

## Jegyzet
1. ↑  And Your Bird Can Sing (brit angol nyelven). The Beatles Bible, 2008. március 14. (Hozzáférés: 2025. január 30.)
2. ↑  Marsi József. Beatles kódex, 74. o. (2022)
3. ↑  Stone, Arnold: RÉGI IDŐK POPZENÉJE ARCHÍVUM: MARIANNE FAITHFULL. RÉGI IDŐK POPZENÉJE ARCHÍVUM, 2011. október 7. (Hozzáférés: 2025. január 30.)
4. ↑  "And Your Bird Can Sing" by The Beatles. The in-depth story behind the songs of the Beatles. Recording History. Songwriting History. Song Structure and Style.. www.beatlesebooks.com. (Hozzáférés: 2025. január 30.)
5. ↑  Ian MacDonald. A fejek forradalma. Helikon Kiadó, 256. o. (2015)
6. ↑  Bánosi György, Tihanyi Ernő. Beatles zenei kalauz, 12. o. (1999)
7. ↑  MacDonald. A fejek forradalma, 255. o. (2015)